# Филатов, Василий Олегович
Васи́лий Оле́гович Фила́тов, творческий псевдоним CJ Basie (Си Джей Бе́йси) (р. 8 марта 1984 года, Воронеж, Россия) — российский композитор, саунд-дизайнер, медиа-продюсер. Основатель Института звукового дизайна, художественный руководитель студии SoundDesigner.PRO, автор первого в России факультета саунд-дизайна.

## Биография
В 5 лет написал серию этюдов для фортепиано. Играет на шести различных музыкальных инструментах: фортепиано, электро- и бас-гитаре, барабанах, перкуссии, флейте. Активный интерес не только к созданию, но и записи музыки проявил ещё в школе, где создал рок-группу «Вторая Столица», а также выступив саунд-продюсером дебютного альбома «Deti» группы Belo Lugashi. В 2002 году, поступил на кафедру звукорежиссуры режиссёрского факультета Всероссийского Государственного Университета Кинематографии (ВГИК), на курс Роланда Казаряна.
В 20 лет был приглашён на Киностудию им. Горького, на должность звукорежиссёра перезаписи Dolby Digital 5.1. Василий Филатов стал самым молодым специалистом в этой профессии.
В 2008 году основал постпродакшн студию SoundDesigner.PRO. Основным направлением студии стало создание звуковых решений для анимации, фильмов, компьютерных игр, интерактивной графики. Студия Василия Филатова стала партнёром телеканала Jetix Russia, на частоте которого в дальнейшем появился телеканал Disney Channel Russia. Для обоих телеканалов студия Филатова разработала звуковые имиджевые заставки. В декабре 2013 года Василий Филатов разработал аудио-логотип, звуковые эффекты и все ключевые композиции для первого российского телефона Yota phone.
Василий Филатов является постоянным членом жюри фестивалей «Pro Взгляд» и «Мультиматограф», «Новые Горизонты».

### Звукорежиссёр
В возрасте 20 лет становится звукорежиссёром перезаписи киностудии им. Горького. В результате работы в период с 2004 по 2008 гг. было выпущено более 40 полнометражных фильмов, в формате Dolby Digital 5.1. В том числе «Ирония судьбы. Продолжение» (реж. Тимур Бекмамбетов)
В 2012 году участвует в создании звука для анимационного фильма Mr. Freeman.
В следующем году Павел Мунтян пригласил поучаствовать в создании звука мультсериала «Куми-Куми» . Совместно с Василием созданы три серии: «Ойло», «Червячок», «Третий глаз».

### Композитор
Написал музыку гимна «29 Международного фестиваля ВГИК»
Работал ведущим композитором и разработчиком библиотек звуковых эффектов «Hell Piano» в компании «321 film collab» (Лос-Анджелес).
Написал музыку для представления Российской Федерации на церемонии открытия Ганноверской промышленной выставки-ярмарки Hannover Messe 2013. Хореографом постановки стал солист Мариинского театра Юрий Смекалов.
Являясь представителем классической школы, Василий Филатов также создаёт музыку, вдохновляясь нестандартными инструментами. Написал партитуру для симфонического оркестра, где роль «первой скрипки» исполнил автомобиль Mercedes. Музыка исполнялась вживую: одновременно звучали оркестр, электронная музыка и автомобиль. Это был первый подобный опыт в России.

### Саунд-дизайн
Василий основал постпродакшн студию SoundDesigner.PRO в 2008 году.
Первыми клиентами стали Disney Russia. Студия занималась аудио-брендингом канала.
В первом российском сотовом телефоне Yota phone также использованы звуки, разработанные студией SoundDesigner.PRO: саунд-брендинг, ключевые музыкальные композиции и джинглы.
В 2012 году сотрудничает с немецким дизайнером Маркусом Эккертом и создаёт саунд-дизайн и музыку для инди-аркады Wide Sky — игры про незадачливого ёжика, мечтающего научиться летать. В течение четырёх недель игра была в топе продаж европейского Appstore.

### Образовательные проекты
Василий ведёт активную просветительскую деятельность. Провёл лекции по саунд-дизайну на телеканале Дождь и Нашем радио. Сотрудничает с современными образовательными центрами России: Школой компьютерной графики "Scream School и Realtime School". Был приглашен для проведения специализированных лекций в бизнес-школу RMA и Московский Институт Современного Искусства. Осенью 2013 года в рамках конференции Digital Branding провёл мастер-класс на тему «Саунд-дизайн в интерактивных медиа», на котором рассказал о реальном положении на рынке звуковых услуг и аудиовизуальных медиа. Активно выступает за популяризацию направления «сауна-дизайн» в России. Сотрудничает с компаниями Roland и Steinberg.
После успешной серии интенсивных курсов, проведённых на базе Московской школы кино, разработал учебную программу и создал первый в России факультет саунд-дизайна. В сентябре 2013 года стал куратором Московской школы кино, которая входит в консорциум независимых учебных заведений наряду с Британской высшей школой дизайна и архитектурной школой МАРШ.

### Арт-проекты
С ноября 2012 года работал арт-директором Дома культуры «Калчуга». Первый кураторский проект — выставка «No Politics. Just A Joke». Самой популярной стала работа с изображением Владимира Путина и Дмитрия Медведева в образе главных героев фильма «Страх и ненависть в Лас-Вегасе».
Написал музыку для проекта, продемонстрированного на Signal Festival в Праге. Он стал вторым по популярности, обогнав лучшие мировые команды по мэппингу. Музыку к видео-инсталляции «Ночь» Василий написал, вдохновившись одноимённым стихотворением Владимира Маяковского.

### Mr. Freeman
Василий Филатов создал звуковой дизайн к первой и единственной офлайн-презентации монолога Mr. Freeman’a, прошедшей в бункере на глубине 60 метров, под названием «Mr. Freeman LIVE». В середине шоу, во время монолога Мистера Фримена с громким «хлопком» внезапно погас свет, и бункер был практически затоплен: за стенами раздавались звуки прибывающей воды, которая должна была затопить помещение. Позже оказалось, что это часть перформанса. Некоторые зрители восприняли шутку всерьёз и сбежали с церемонии. Спустя месяц Василий разместил запись саунд-дизайна церемонии и непосредственно музыкальной части серии № 61 на своем аккаунте SoundCloud.

## Фильмография

### Звукорежиссёр перезаписи (Dolby Digital)

#### Оригинальные картины
1. 2005 — «Страна Вуду», короткометражный, (реж. Александр Дуняев)
2. 2005 — «Большая Любовь», полнометражный, (реж. Дмитрий Фикс)
3. 2005 — «Буатель», короткометражный, (реж. Алексей Дёмин)
4. 2006 — «Граффити», полнометражный, (реж. Игорь Апасян)
5. 2006 — «Жизнь врасплох», полнометражный, (реж. Александр Бруньковский)
6. 2006 — «Моя любовь», короткометражный, анимационный (реж. Александр Петров)
7. 2006 — «Happy people», полнометражный, (реж. Александр Шапиро)
8. 2006 — «Человек безвозвратный», полнометражный, (реж. Екатерина Гроховская), Кинокомпания «ZGfilm»
9. 2006 — «Игры в шиндай», полнометражный, (реж. Андрей Разумовский)
10. 2006 — «Терновый Венец», полнометражный, (реж. Владимир Угличин)
11. 2006 — «11 писем к Богу», полнометражный, (реж. Аким Салбиев)
12. 2006 — «Колобок», короткометражный, (реж. Адлен Барбэ)
13. 2007 — Moscow Chill, полнометражный, (реж. Андрей Кончаловский)
14. 2007 — «Предмет силы», короткометражный, (реж. Вадим Ганжа)
15. 2007 — «Элька», полнометражный, (реж. Владимир Саков)
16. 2007 — «В Гавань заходили корабли», полнометражный, (реж. Михаил Коновальчук), киностудия «Ленфильм», киностудия «Норд-Ост»
17. 2007 — «Инзеень-Малина», полнометражный, (реж. Владимир Сивков)
18. 2007 — «Запорожье за дунаем», полнометражный, (реж. Николай Засев-Руденко)
19. 2007 — «Софи», полнометражный, (реж. Андрей Литвак)
20. 2007 — «Маэстро», короткометражный, (реж. Андрей Канивченко)
21. 2007 — «Мешок», короткометражный, (реж. Артур Виденмеер)
22. 2007 — «Неизвестная Земля», полнометражный, (реж. Владимир Угличин)
23. 2007 — «Дилемма», полнометражный, (реж. Рамиль Тухватуллин)
24. 2007 — «Открытое пространство», полнометражный, (реж. Денис Нейманд)
25. 2007 — «Ирония Судьбы. Продолжение», полнометражный, (реж. Тимур Бекмамбетов)
26. 2007 — «Кавказ», полнометражный, (реж. Фарид Гумбатов)
27. 2007 — «У каждого своё кино», полнометражный, (реж. Андрей Кончаловский)
28. 2008 — «Crystall», реклама, (реж. Дмитрий Митрофанов)
29. 2008 — «Шекспиру и не снилось», полнометражный, (реж. Алексей Зернов, Сергей Жигунов)
30. 2008 — «Новые приключения Бабки-Ёжки», полнометражный, анимационный (реж. Николай Титов)
31. 2008 — «Бездна», короткометражный, (реж. Тамара Бочарова)
32. 2008 — «Закрытые пространства», полнометражный, (реж. Игорь Ворскла)
33. 2008 — «Бабка-Ёжка и Заповедный Лес», полнометражный, анимационный (реж. Николай Титов)
34. 2008 — «Крепость», полнометражный, (реж. Шамиль Наджафзаде)
35. 2008 — «Радуга», полнометражный
36. 2008 — «Двенадцатое лето», полнометражный, (реж. Павел Фаттахутдинов)
37. 2008 — «Властимир», полнометражный, (реж. Адель Аль-Хадад)
38. 2008 — «Старьёвщик», короткометражный, анимационный, (реж. Валерий Фирсов)
39. 2008 — «Сон», короткометражный, анимационный, (реж. Олег Кузнецов[16])
40. 2008 — «День Д», полнометражный, (реж. Екатерина Побединская, Михаил Пореченков)
41. 2008 — «Внутри Собаки», короткометражный, (реж. Иннокнетий Пиунов)
42. 2008 — «Анна Каренина», полнометражный, (реж. Сергей Соловьёв)
43. 2008 — «Беркут», полнометражный, (реж. Владимир Мун)
44. 2008 — «Золушка 4x4», полнометражный, (реж. Юрий Морозов)

#### Дубляж
1. 2007 — «Хребет дьявола», полнометражный, (реж. Гильермо дель Торо)
2. 2007 — «Долина цветов», полнометражный, (реж. Пан Налин)
3. 2007 — «Сочувствие госпоже Месть», полнометражный, (реж. Пак Чхан-ук)
4. 2007 — «Сады осенью», полнометражный, (реж. Отар Иоселиани)
5. 2007 — «Реинкарнация», короткометражный, (реж. Феликс Зилич)
6. 2007 — «Сказания Земноморья», полнометражный, (режиссёр Горо Миядзаки)
7. 2008 — «Ограбление на Бейкер-стрит», полнометражный, (реж. Роджер Дональдсон)

### Звукорежиссёр, саунд-дизайнер

#### Полнометражные фильмы
1. 2005 — «Собака Павлова», полнометражный, (реж. Катя Шагалова)
2. 2006 — «Граффити», полнометражный, (реж. Игорь Апасян)
3. 2006 — «Happy people», полнометражный, (реж. Александр Шапиро)
4. 2006 — «11 писем к Богу», полнометражный, (реж. Аким Салбиев)
5. 2007 — «В Гавань заходили корабли», полнометражный, (реж. Михаил Коновальчук), киностудия «Ленфильм», киностудия «Норд-Ост»
6. 2007 — «Софи», полнометражный, (реж. Андрей Литвак)
7. 2007 — «Кавказ», полнометражный, (реж. Фарид Гумбатов)
8. 2008 — «Новые приключения Бабки-Ёжки», полнометражный, анимационный (реж. Николай Титов)
9. 2008 — «Бабка-Ёжка и Заповедный Лес», полнометражный, анимационный (реж. Николай Титов)
10. 2008 — «Крепость», полнометражный, (реж. Шамиль Наджафзаде)

#### Короткометражные фильмы
1. 2002 — «Лифт», короткометражный, (реж. Дмитрий Булин), киностудия ВГИК
2. 2003 — «Город», короткометражный, (реж. Андрей Анисимов), киностудия ВГИК
3. 2003 — «Ждать», короткометражный, (реж. Дмитрий Васильев), киностудия ВГИК
4. 2003 — «Бессмертие (Immortality)», короткометражный, (реж. Илья Белостоцкий, киностудия ВГИК)
5. 2004 — «Марина», короткометражный, (реж. Вячеслав Златопольский), ВКСР
6. 2004 — «Доблестный Рыцарь», короткометражный, (реж. Артур Анаян), киностудия ВГИК
7. 2004 — «Конец Фильма», короткометражный, (реж. Юля Осина-Фридман)
8. 2004 — «Мелкий Бес», короткометражный, (реж. Антон Косков)
9. 2004 — «Часовщик», короткометражный, (реж. Антон Косков)
10. 2004 — «Гвоздь», короткометражный, (реж. Сергей Ляпин)
11. 2004 — «Голоса», короткометражный, (реж. Александр Вдовин)
12. 2004 — «Следственный эксперимент», короткометражный, (реж. Сергей Ляпин)
13. 2004 — «Нас не ищите», короткометражный, (режиссёр Мария Можар)
14. 2004 — «Картина», короткометражный, (реж. Виктория Маркина)
15. 2005 — «За Имя Моё», короткометражный, (режиссёр Мария Можар)
16. 2005 — «Я, Она и снова Ты», короткометражный, (реж. Юля Осина-Фридман)
17. 2005 — «Страна Вуду», короткометражный, (реж. Александр Дуняев)
18. 2005 — «Нас не ищите», короткометражный, (режиссёр Мария Можар)
19. 2006 — «Вечное Движение», короткометражный, (реж. Михаил Жерневский)
20. 2007 — «Предмет силы», короткометражный, (реж. Вадим Ганжа)
21. 2007 — «Гул», короткометражный, (реж. Александр Сосов)
22. 2007 — «Мешок», короткометражный, (реж. Артур Виденмеер)
23. 2008 — «Бездна», короткометражный, (реж. Тамара Бочарова)
24. 2008 — «Внутри Собаки», короткометражный, (реж. Иннокнетий Пиунов)
25. 2009 — «Стокгольмский Синдром», короткометражный, (реж. Александр Сосов)
26. 2009 — «Привет, это Джимми!», короткометражный, (реж. Сергей Лукашин)
27. 2009 — «Пульс», короткометражный, анимационный (реж. Зоя Харакоз)
28. 2016 — «Строгий выговор», короткометражный, (реж. Сергей Целиков)

#### Документальные фильмы
1. 2004 — «Да, Смерть!», документальный, (реж. Алёна Полунина)
2. 2007 — «Валерий Рубинчик», документальный, (реж. Татьяна Вилькина)

#### Телесериалы
1. 2009 — «220 вольт любви», многосерийный, телевизионный (реж. Владимир Филимонов)

#### Рекламные ролики
1. 2009 — «22 официанта», рекламный, (реж. Геннадий Островский)
2. 2009 — «Hyundai», рекламный, (реж. Александр Пронкин)

### Композитор
1. 2003 — «Город», короткометражный, (реж. Андрей Анисимов), киностудия ВГИК
2. 2003 — «Ждать», короткометражный, (реж. Дмитрий Васильев), киностудия ВГИК
3. 2003 — «Бессмертие (Immortality)», короткометражный, (реж. Илья Белостоцкий, киностудия ВГИК
4. 2004 — «Марина», короткометражный, (реж. Вячеслав Златопольский), ВКСР
5. 2004 — «Доблестный Рыцарь», короткометражный, (реж. Артур Анаян), киностудия ВГИК
6. 2004 — «Часовщик», короткометражный, (реж. Антон Косков)
7. 2004 — «Голоса», короткометражный, (реж. Александр Вдовин)
8. 2004 — «Нас не ищите», короткометражный, (режиссёр Мария Можар)
9. 2005 — «За Имя Моё», короткометражный, (режиссёр Мария Можар)
10. 2005 — «Страна Вуду», короткометражный, (реж. Александр Дуняев)
11. 2007 — «Предмет силы», короткометражный, (реж. Вадим Ганжа)
12. 2008 — «Crystall», реклама, (реж. Дмитрий Митрофанов)
13. 2008 — «Новые приключения Бабки-Ёжки», полнометражный, анимационный (реж. Николай Титов)
14. 2008 — «Бездна», короткометражный, (реж. Тамара Бочарова)
15. 2008 — «Бабка-Ёжка и Заповедный Лес», полнометражный, анимационный (реж. Николай Титов)
16. 2008 — «Внутри Собаки», короткометражный, (реж. Иннокнетий Пиунов)
17. 2009 — «Ритаг», полнометражный, анимационный (реж. Марина Лескова)
18. 2009 — «Пульс», короткометражный, анимационный (реж. Зоя Харакоз)
19. 2009 — 29 Международный фестиваль ВГИК.

### Продюсер
1. 2009 — «Стокгольмский Синдром», короткометражный, (реж. Александр Сосов)
2. 2009 — «Привет, это Джимми!», короткометражный, (реж. Сергей Лукашин)

## Полная фильмография
1. 2002 — «Лифт», короткометражный, (реж. Дмитрий Булин), киностудия ВГИК
2. 2003 — «Город», короткометражный, (реж. Андрей Анисимов), киностудия ВГИК
3. 2003 — «Ждать», короткометражный, (реж. Дмитрий Васильев), киностудия ВГИК
4. 2003 — «Бессмертие (Immortality)», короткометражный, (реж. Илья Белостоцкий, киностудия ВГИК
5. 2004 — «Марина», короткометражный, (реж. Вячеслав Златопольский), ВКСР
6. 2004 — «Доблестный Рыцарь», короткометражный, (реж. Артур Анаян), киностудия ВГИК
7. 2004 — «Конец Фильма», короткометражный, (реж. Юля Осина-Фридман)
8. 2004 — «Мелкий Бес», короткометражный, (реж. Антон Косков)
9. 2004 — «Часовщик», короткометражный, (реж. Антон Косков)
10. 2004 — «Гвоздь», короткометражный, (реж. Сергей Ляпин)
11. 2004 — «Голоса», короткометражный, (реж. Александр Вдовин)
12. 2004 — «Да, Смерть!», короткометражный, (реж. Алёна Полунина)
13. 2004 — «Следственный эксперимент», короткометражный, (реж. Сергей Ляпин)
14. 2004 — «Нас не ищите», короткометражный, (режиссёр Мария Можар)
15. 2004 — «Картина», короткометражный, (реж. Виктория Маркина)
16. 2005 — «Собакак павлова», полометражный, (реж. Катя Шагалова)
17. 2005 — «За Имя Моё», короткометражный, (режиссёр Мария Можар)
18. 2005 — «Я, Она и снова Ты», короткометражный, (реж. Юля Осина-Фридман)
19. 2005 — «Страна Вуду», короткометражный, (реж. Александр Дуняев)
20. 2005 — «Большая Любовь», полнометражный, (реж. Дмитрий Фикс)
21. 2005 — «Буатель», короткометражный, (реж. Алексей Дёмин)
22. 2006 — «Граффити», полнометражный, (реж. Игорь Апасян)
23. 2006 — «Жизнь врасплох», полнометражный, (реж. Александр Бруньковский)
24. 2006 — «Моя Любовь», короткометражный, анимационный (реж. Александр Петров)
25. 2006 — «Happy people», полнометражный, (реж. Александр Шапиро)
26. 2006 — «Человек безвозвратный», полнометражный, (реж. Екатерина Гроховская), Кинокомпания «ZGfilm»
27. 2006 — «Игры в шиндай», полнометражный, (реж. Андрей Разумовский)
28. 2006 — «Редиссон сас Лазурная», рекламный, (реж. Мария Мельникова)
29. 2006 — «Терновый Венец», полнометражный, (реж. Владимир Угличин)
30. 2006 — «11 писем к Богу», полнометражный, (реж. Аким Салбиев)
31. 2006 — «Колобок», короткометражный, (реж. адлен Барбэ)
32. 2006 — «Вечное Движение», короткометражный, (реж. Михаил Жерневский)
33. 2007 — Moscow Chill, полнометражный, (реж. Андрей Кончаловский)
34. 2007 — «Предмет силы», короткометражный, (реж. Вадим Ганжа)
35. 2007 — «Гул», короткометражный, (реж. Александр Сосов)
36. 2007 — «Элька», полнометражный, (реж. Владимир Саков)
37. 2007 — «В Гавань заходили корабли», полнометражный, (реж. Михаил Коновальчук), киностудия «Ленфильм», киностудия «Норд-Ост»
38. 2007 — «Хребет дьявола», полнометражный, (реж. Гильермо дель Торо)
39. 2007 — «Инзеень-Малина», полнометражный, (реж. Владимир Сивков)
40. 2007 — «Долина цветов», полнометражный, (реж. Пан Налин)
41. 2007 — «Сочувствие госпоже Месть», полнометражный, (реж. Пак Чхан-ук)
42. 2007 — «Запорожье за дунаем», полнометражный, (реж. Николай Засев-Руденко)
43. 2007 — «Сады осенью», полнометражный, (реж. Отар Иоселиани)
44. 2007 — «Софи», полнометражный, (реж. Андрей Литвак)
45. 2007 — «Маэстро», короткометражный, (реж. Андрей Канивченко)
46. 2007 — «Реинкарнация», короткометражный, (реж. Феликс Зилич)
47. 2007 — «Сказания Земноморья», полнометражный, (режиссёр Горо Миядзаки)
48. 2007 — «Мешок», короткометражный, (реж. Артур Виденмеер)
49. 2007 — «Валерий Рубинчик», документальный, (реж. Татьяна Вилькина)
50. 2007 — «Неизвестная Земля», полнометражный, (реж. Владимир Угличин)
51. 2007 — «Дилемма», полнометражный, (реж. Рамиль Тухватуллин)
52. 2007 — «Открытое пространство», полнометражный, (реж. Денис Нейманд)
53. 2007 — «Ирония Судьбы. Продолжение», полнометражный, (реж. Тимур Бекмамбетов)
54. 2007 — «Город 312 — Обернись», музыкальный клип, (реж. Тимур Бекмамбетов)
55. 2007 — «Кавказ», полнометражный, (реж. Фарид Гумбатов)
56. 2007 — «У каждого своё кино», полнометражный, (реж. Андрей Кончаловский)
57. 2008 — «Ограбление на Бейкер-стрит», полнометражный, (реж. Роджер Дональдсон)
58. 2008 — «Crystall», реклама, (реж. Дмитрий Митрофанов)
59. 2008 — «Шекспиру и не снилось», полнометражный, (реж. Алексей Зернов, Сергей Жигунов)
60. 2008 — «Новые приключения Бабки-Ёжки», полнометражный, анимационный (реж. Николай Титов)
61. 2008 — «Бездна», короткометражный, (реж. Тамара Бочарова)
62. 2008 — «Закрытые пространства», полнометражный, (реж. Игорь Ворскла)
63. 2008 — «Бабка-Ёжка и Заповедный Лес», полнометражный, анимационный (реж. Николай Титов)
64. 2008 — «Крепость», полнометражный, (реж. Шамиль Наджафзаде)
65. 2008 — «Радуга», полнометражный
66. 2008 — «Двенадцатое лето», полнометражный, (реж. Павел Фаттахутдинов)
67. 2008 — «Властимир», полнометражный, (реж. Адель Аль-Хадад)
68. 2008 — «Старьёвщик», короткометражный, анимационный, (реж. Валерий Фирсов)
69. 2008 — «Сон», короткометражный, анимационный, (реж. Олег Кузнецов)
70. 2008 — «День Д», полнометражный, (реж. Екатерина Побединская, Михаил Пореченков)
71. 2008 — «Внутри Собаки», короткометражный, (реж. Иннокнетий Пиунов)
72. 2008 — «Анна Каренина», полнометражный, (реж. Сергей Соловьёв)
73. 2008 — «Беркут», полнометражный, (реж. Владимир Мун)
74. 2008 — «Золушка 4x4», полнометражный, (реж. Юрий Морозов)
75. 2009 — «Ритаг», полнометражный, анимационный (реж. Марина Лескова)
76. 2009 — «220 вольт любви», многосерийный, телевизионный (реж. Владимир Филимонов)
77. 2009 — «22 официанта», рекламный, (реж. Геннадий Островский)
78. 2009 — «Hyndai», рекламный, (реж. Александр Пронкин)
79. 2009 — «Стокгольмский Синдром», короткометражный, (реж. Александр Сосов)
80. 2009 — «Привет, это Джимми!», короткометражный, (реж. Сергей Лукашин)
81. 2009 — «Пульс», короткометражный, анимационный (реж. Зоя Харакоз)
82. 2009 — 29 Международный фестиваль ВГИК.